# Mary Anning
Pour les articles homonymes, voir Anning (homonymie).
Mary Anning est une paléontologue autodidacte britannique, née le 21 mai 1799 à Lyme Regis et morte dans cette ville le 9 mars 1847. Elle commence par récolter des fossiles pour les revendre à des collectionneurs ou des musées et devient, grâce à la découverte du premier plésiosaure et d'ichtyosaures, une figure incontournable dans l’histoire de la paléontologie des vertébrés,.

## Biographie
Mary Anning naît en 1799 à Lyme Regis (royaume de Grande-Bretagne) d'un père ébéniste originaire de Colyton,  Richard Anning et de Mary (dite Molly) Moore, originaire de Blandford Forum. Ses parents, mariés en août 1793 s'installent à Lyme Regis dans un quartier d'artisans et ont entre 9 et 10 enfants, mais seuls Mary et Joseph survivent.
À l'âge de 15 mois, Mary Anning est frappée par la foudre mais survit contrairement aux trois autres femmes touchées ce jour-là, dont l'infirmière qui la tenait dans ses bras.
À partir de 8 ans, elle étudie à l'école dissidente où elle apprend que Dieu a créé la Terre en littéralement 6 jours, tout en étant paradoxalement encouragée à étudier la géologie.
Son père arrondit ses fins de mois en vendant des fossiles aux touristes et initie ses enfants, Mary et Joseph, à cette activité. Il participe en 1800 à des émeutes contre le prix du pain. Il meurt en 1810 d'une tuberculose faisant suite à une chute. La famille, endettée, vit alors de la charité et il semblerait que Mary Anning arrête l'école cette année-là. Elle, sa mère et son frère Joseph commencent alors à rechercher des fossiles à plein temps. Mrs Stocks, une propriétaire de Lyme Regis, aide financièrement la famille, offrant à Mary Anning son premier livre de géologie. Devant la situation financière désastreuse de la famille suite à une année sans découverte de fossile, Thomas James Birch, l'un de leurs clients réguliers, offre en 1820 d'organiser une vente de ses propres collections en leur faveur.
Mary Anning intègre rapidement un cercle de paléontologistes et géologues, qui comprend notamment Henry de la Beche, Jean André Deluc, et William Buckland.
C'est un travail difficile, particulièrement en hiver, mais également dangereux et Mary Anning manque d'y laisser sa vie en 1833 lors d'un glissement de terrain où son fidèle chien Tray est enseveli. 
Elle meurt à 47 ans d'un cancer du sein. Le président de la Société géologique de Londres, dont elle n'a jamais pu être membre car l'instance était interdite aux femmes (même invitées), Henry De la Beche, prononce une eulogie en son honneur lors de son discours annuel, faisant de Mary Anning la première femme à recevoir une telle faveur. Il faudra encore attendre 1904 pour que les femmes puissent être admises à la Société géologique.

## Découverte et identification de fossiles
La collection de fossiles est en vogue à la fin du XVIIIe et au début du XIXe siècle, d'abord comme passe-temps prisé, « tant des curés et médecins de campagne que des gentlemenfarmers », à la manière d'une collection de papillons, puis elle s'est progressivement transformée en une science, la paléontologie, au fur et à mesure de la prise de conscience de l'importance des fossiles en géologie et en biologie. Mary Anning est « devenue célèbre pour avoir collecté et vendu à divers musées et collectionneurs des fossiles jurassiques (notamment des squelettes de reptiles) d’une grande importance scientifique ». Elle correspond avec quelques membres de la communauté scientifique de l'époque majoritairement composée d'hommes anglicans mais sa condition de femme issue de la classe ouvrière la laisse en marge de cette communauté, avant d'être finalement reconnue par ses pairs.

### Découverte d'un ichtyosaure à 13 ans
La première cause de cet intérêt des scientifiques et de l'orientation de la carrière de Mary Anning est sa découverte, quelques mois après la mort de son père, d'un squelette complet d'ichtyosaure. Son frère avait d'abord trouvé le crâne de ce qui semblait être un grand crocodile un an plus tôt. Le reste du squelette est ensuite découvert par Mary Anning, accompagnée de son frère. Cette espèce avait déjà été décrite en 1699, à partir de fragments découverts dans le pays de Galles, mais c'est le premier squelette d'ichtyosaure retrouvé complet. Les Anning embauchent des ouvriers pour s'occuper de l'excavation du squelette, qui est d'abord vendu à Henry Hoste Enley puis offert à un musée. Il s'agit d'une découverte importante qui est rapidement décrite dans Philosophical Transactions of the Royal Society. Mary Anning est alors âgée de treize ans.
La réputation de Mary Anning grandit et attire l'attention de Thomas Birch, un collectionneur aisé. Touché par la pauvreté de la famille Anning, il organise une vente de ses propres fossiles et lui en remet les bénéfices (environ 400 £). Mary Anning continue seule sa recherche de fossiles après que son frère décroche un emploi de tapissier.

### Contributions majeures à la paléontologie

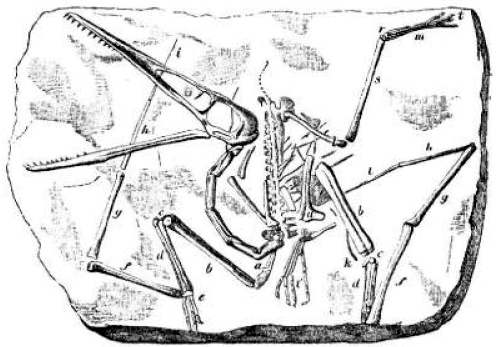
Pterodactylus antiquus.

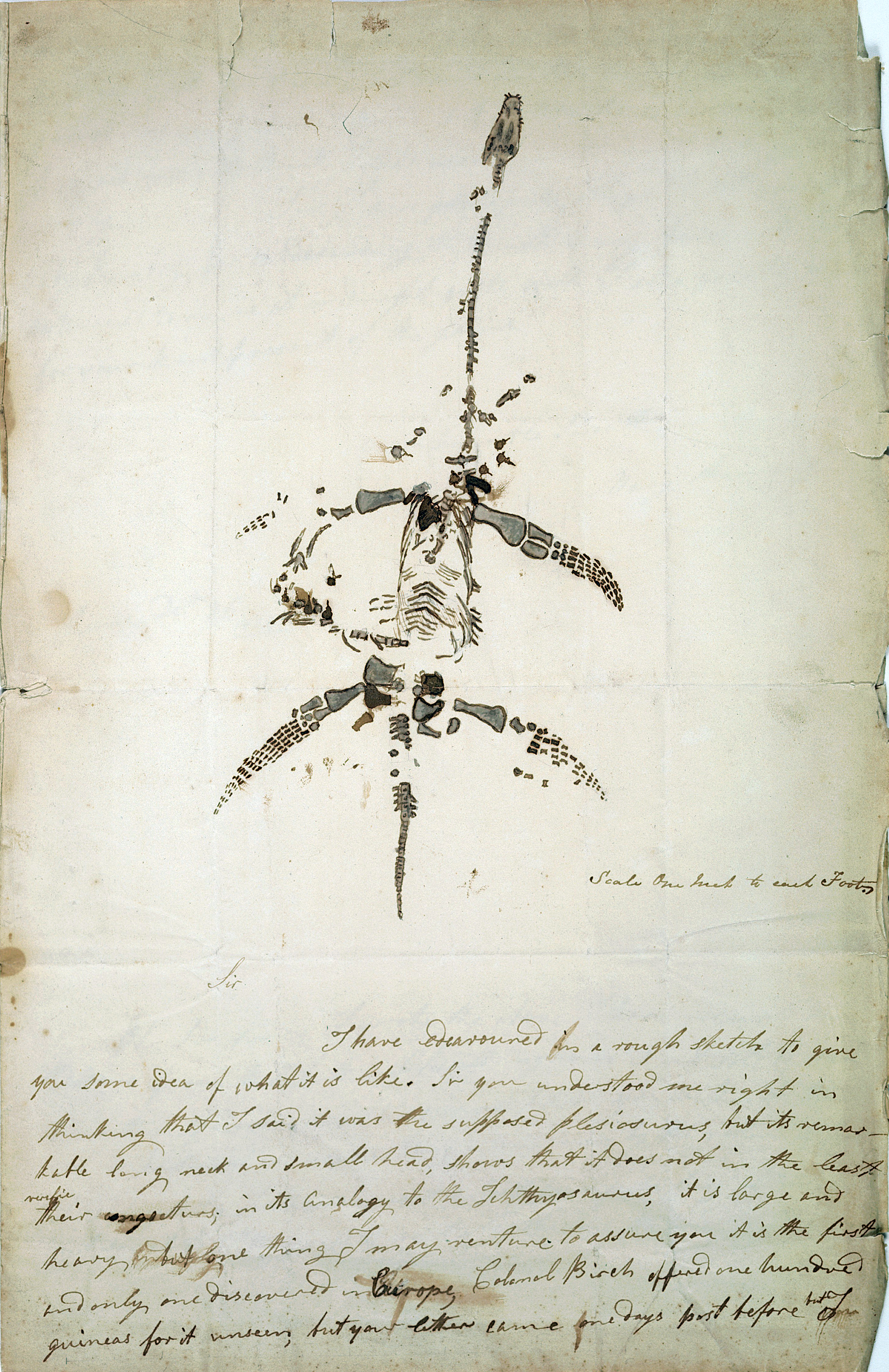
Lettre de Mary Anning sur la découverte du Plesiosaurus.

Sa découverte majeure est une première : le squelette d'un plésiosaure en 1821. Le spécimen découvert est un Plesiosaurus dolichodeirus, encore considéré de nos jours comme le spécimen type de cette espèce. 
En 1828, elle découvre un important fossile de ptérodactyle, un « Pterodactylus macronyx », le premier trouvé hors d'Allemagne. Elle revend le fossile à William Buckland qui lui donnera le nom de Dimorphodon.
En 1829, elle met au jour un fossile de Squaloraja, que l'on suppose alors être un hybride entre le requin et la raie mais qui est ensuite reconnu comme le spécimen type d'une nouvelle espèce,.
Elle est la première à identifier la véritable nature des coprolithes, à savoir des excréments fossilisés de lézards.
Dans les années 1830, elle reçoit une rente annuelle de la British Association for the Advancement of Science en récompense de ses efforts. Ses revenus sont complétés par les bénéfices des ventes de Duria Antiquior, la première représentation picturale d'une scène de vie des temps primitifs, créée en 1830 par Henry De la Beche et George Johann Scharf à partir des fossiles qu'elle a découverts.

## Reconnaissance et postérité

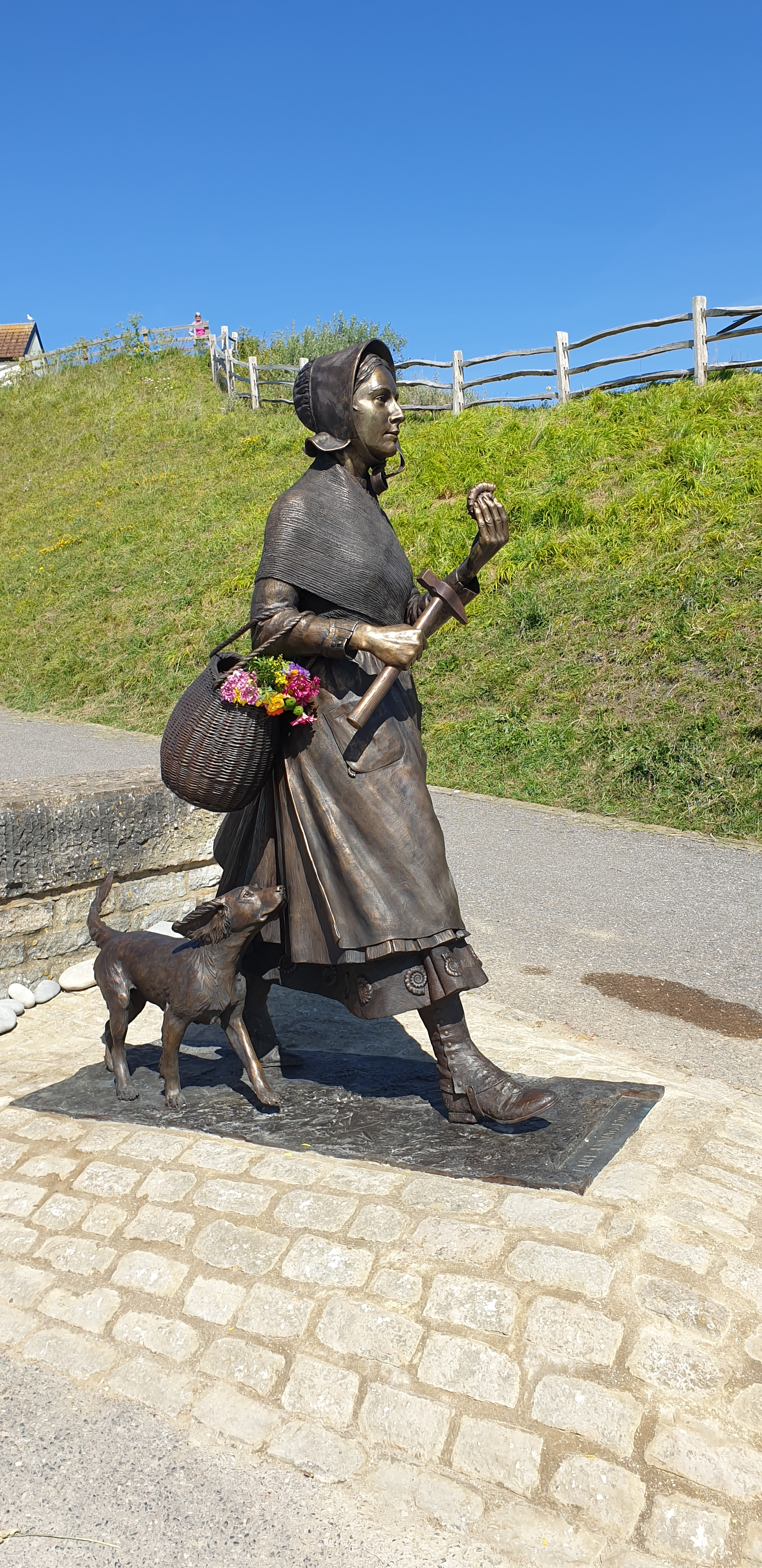
Statue de Mary Anning, par Denise Dutton, érigée à Lyme Regis.

Dans l'Histoire, elle est rarement créditée de ses découvertes, celles-ci étant souvent attribuées aux collectionneurs ayant acquis ses fossiles et en ayant fait don à diverses institutions. Toutefois, quelques scientifiques tels que le géologue Henry De la Beche ou le paléontologue Gideon Mantell reconnaissent ses apports dans leurs travaux.
L'ensemble des découvertes de Mary Anning sont une des clefs montrant l'évidence de l'extinction d'espèces suggérée à partir de la fin du XVIIIe siècle par des zoologues tels que Georges Cuvier. Auparavant, il était en effet admis que Dieu avait créé tous les êtres vivants lors de la Création et il était impensable que des espèces puissent s'éteindre. Quand un squelette étrange était trouvé dans le sol, il était alors supposé appartenir à une espèce vivant encore dans une partie inexplorée de la Terre. La nature si étrange des squelettes découverts par Mary Anning et d'autres paléontologues de l'époque, comme Gideon Mantell, le « découvreur » des dinosaures, porte un coup sévère à ces arguments et prépare à une meilleure compréhension de la vie dans les périodes géologiques précédentes.
L'influence d'Anning se porte aussi sur le terrain de la géologie : ses découvertes forment les bases d'une révolution dans le domaine de la géochronologie, à savoir l'utilisation des fossiles pour reconstruire l'histoire de la Terre.
Impressionné par sa rencontre avec Mary Anning et sa collaboratrice, la chercheuse Elizabeth Philpot, le naturaliste américano-suisse Louis Agassiz nommera deux espèces en son nom (Acrodus anningiae et Belenostomus anningiae). Cependant, après sa mort, le nom d'Anning tombera dans l'oubli.
Redécouverte au début des années 2000, elle est maintenant honorée comme une figure importante de la paléontologie. Le moteur de recherche Google l'honore d'ailleurs d'un doodle, le 21 mai 2014, à l'occasion des 215 ans de sa naissance.
En 2010, la Royal Society la classe parmi les dix scientifiques les plus influentes de l'histoire britannique.
En 2019, une jeune fille de 11 ans de Lyme Regis, elle-même chasseuse de fossile, est choquée d'apprendre que Mary Anning n'a pas de statue honorant sa mémoire ; elle décide donc de contacter les autorités locales, qui acceptent de financer la création d'une statue en bronze réalisée par Hazel Reeves.

## Biographie romancée et filmée
La romancière Tracy Chevalier a publié une biographie romancée de Mary Anning sous le titre Remarkable Creatures (HarperCollins, 2009), parue en français sous le titre Prodigieuses Créatures (Paris, éditions Quai Voltaire/ La Table ronde, 2010 traduction Anouk Neuhoff). En mars 2010, une maison de production australienne acquiert les droits pour un film adapté du roman.
Le film britannique Ammonite de Francis Lee (2020) s'inspire de la relation de Mary Anning (Kate Winslet) avec Charlotte Murchison (Saoirse Ronan) et Elizabeth Philpot (Fiona Shaw). Ce film choisit d'interpréter l'absence de relations hétérosexuelles connues de Mary Anning comme une possibilité qu'elle ait eu en réalité des relations lesbiennes, ayant notamment été amie avec Charlotte Murchison et Elizabeth Philpot, choix qui provoque la controverse chez les descendantes indirectes.

## Filmographie
- 2018 : Mary Anning, court métrage de Natashia Mattocks[18]
- 2020 : Ammonite, film de Francis Lee
- 2021 : Mary Anning - L'évolution de la science au 18e siècle, épisode 11 sur 30 de la série en stop motion Cherchez la femme ! de Julie Gavras sur Arte
- 2022 : Mary Anning and the Dinosaur Hunters, long métrage de Sharon Sheehan[19],[20]
- 2025 : Mary Anning de Marcel Barelli[21] (scénario de Pierre-Luc Granjon et Magali Pouzol).

#### Télévision
La série documentaire Cherchez la femme réalisé par Julie Gavras, Mathieu Decarli et Olivier Marquézy sur Arté lui consacre un épisode.